# Dritan Abazović
Dritan Abazović (in cirillico: Дритан Абазовић?; in albanese Dritan Abazi; Dulcigno, 25 dicembre 1985) è un politico montenegrino di etnia albanese, primo ministro del Montenegro dal 28 aprile 2022 al 31 ottobre 2023.

## Biografia
Nasce a Dulcigno (Ulcinj), città appartenente all'enclave albanese nel sud del Montenegro. Il cognome albanese "Abazi" della famiglia cristiano-cattolica, dopo il 1912, è stato slavizzato in Abazović, con l'aggiunta del tipico -vić. 
Dopo aver terminato la scuola elementare e secondaria a Dulcigno, Abazović si è laureato presso la Facoltà di Scienze Politiche dell'Università di Sarajevo vincendo il "Distintivo d'oro" e la "Carta d'oro" dell'Università di Sarajevo. Ha conseguito un master nel 2008 presso la Facoltà di Scienze Politiche, Dipartimento di Relazioni Internazionali, Università del Montenegro. Ha terminato il suo dottorato di ricerca nel 2019, presso la Facoltà di Scienze Politiche dell'Università di Sarajevo, tesi di dottorato su "Politica globale - Aspetti etici della globalizzazione". 
È stato a lungo associato di organizzazioni non governative nel campo dei diritti umani, dell'Euro-Atlantico e dell'attivismo civico. È stato impegnato in progetti legati alla promozione del multiculturalismo nelle aree post-conflitto dell'ex Jugoslavia. Come partecipante a programmi internazionali, conferenze e seminari, si è specializzato in diversi programmi di studio. Dal 2005 al 2007 è stato assistente presso la Facoltà di Scienze Politiche dell'Università di Sarajevo. Nel 2009 ha completato il corso per lo Studio della Pace (Peace Research) presso l'Università di Oslo. Nella stessa università, ha completato un seminario per lo sviluppo professionale (sviluppo professionale). 
Nel 2011, ha risieduto negli Stati Uniti mentre partecipava al programma del Dipartimento di Stato a Washington. Dal 2010 al 2012 è stato direttore esecutivo della società di radiodiffusione locale Teuta (Dulcigno, in Montenegro). Dal 2010 al 2012 è stato direttore esecutivo della ONG Mogul di Dulcigno. Nel 2010 ha pubblicato il suo primo libro, Cosmopolitan Culture and Global Justice. Dal 2010 lavora come insegnante di scuola superiore a Dulcigno, insegnando sociologia della cultura, comunicazione e storia della religione. 
Abazović parla correntemente l'albanese, il serbo-croato e l'inglese.
Nel 2017 ha firmato la Dichiarazione sulla lingua comune degli slavi-montenegrini, croati, serbi e bosniaci.